# Phare de l'île de May
Le phare de l'île de May ou phare Stevenson est le phare actuel de l'île de May, une île qui se situe au nord de l'estuaire de Firth of Forth dans le comté de Fife au sud-est de l'Écosse.
Ce phare est géré par le Northern Lighthouse Board (NLB) à Édimbourg, l'organisation de l'aide maritime des côtes de l'Écosse. C'est maintenant un monument classé du Royaume-Uni.

## Histoire

### Première station

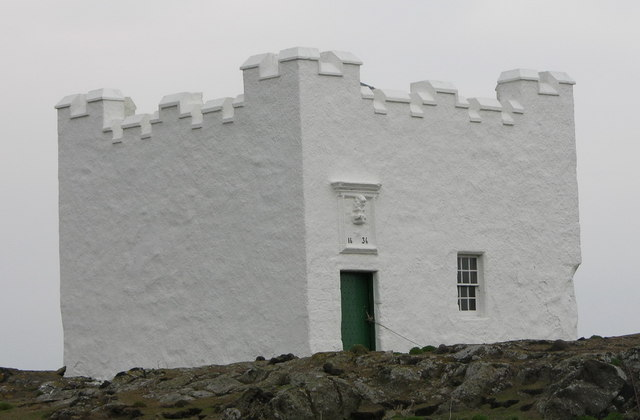
Balise à charbon

Une balise à charbon fut installée en 1635 (ou en 1636) par James Maxwell d'Innerwick, John et Alexander Cunningham. On payait à l'époque deux shillings écossais par tonne de charbon arrivant par bateau d'Écosse (équivalent à deux pence sterling) et le double si le bateau venait de plus loin. Ce montant fut réduit à un shilling et six pence (et à trois shillings pour les bateaux venant de plus loin) en 1639 lorsque les bateaux furent exemptés de taxes lors de la saison estivale.
La balise, la première établie de façon permanente en Écosse et considérée à l'époque comme l'une des plus performantes, nécessitait quatre cents tonnes de charbon par an et trois hommes servaient à son entretien.
Un de ces trois hommes, sa femme et cinq de leurs six enfants furent asphyxiés par la fumée en janvier 1791. Seule une petite fille survécut à l'accident et fut retrouvée vivante trois jours plus tard. Les cendres et les scories s'étaient empilées au cours des dix années précédentes contre la tour de la balise, haute de plus de douze mètres, et avaient fini par atteindre la fenêtre de la pièce où vivaient les gardiens. La combustion du charbon tombant de la balise avait provoqué le drame.
Il arrivait que la lumière soit difficile à distinguer. Par exemple, le HMS Nymphe et le HMS Pallas sombrèrent près de Dunbar la nuit du 19 décembre 1810 parce que les marins avaient confondu la lumière d'un four sur la côte avec la balise de May.

### Deuxième station
Le Northern Lighthouse Board acheta l'île en 1814 au duc et à la duchesse de Portland pour soixante mille livres sterling, alors que la balise à charbon était le dernier phare privé d'Écosse. Un phare plus approprié fut construit sur l'île en 1816 par Robert Stevenson. Il s'agit d'une tour inspirée du style gothique et conçue pour donner l'impression d'un château. Le monument mesure vingt-quatre mètres de haut et est équipé pour loger trois gardiens avec leurs familles, avec suffisamment de place pour des visiteurs. Ce nouveau phare entra en service le 1er septembre 1816 et est aujourd'hui un monument classé.
Il fut agrandi en septembre 1836, et reçut une nouvelle lampe et sa lentille. D'autres extensions furent réalisées en 1885-1886. En plus des équipements déjà en service, on construisit des salles pour une chaudière et une machine à vapeur. Un atelier et une réserve à charbon furent construits à 250 mètres du phare, près d'un loch d'eau douce encaissé. La salle des machines fut équipée de deux générateurs de vapeur de quatre tonnes et demie chacun (c'étaient alors les plus gros générateurs jamais construits) et produisant un total de 8,8 kilowatts. Ces générateurs alimentaient une lampe à arc dans le phare, avec une lampe à paraffine à trois mèches constamment allumée, mais qui s'éteignait au cas où la lampe électrique tombait en panne. La nouvelle lampe fut utilisée pour la première fois le 1er décembre 1886 ; elle produisait quatre signaux lumineux toutes les trente secondes.
La forte consommation de charbon (environ cent cinquante tonnes par an), associée aux progrès dans le domaine des lampes à huile, menèrent au remplacement par un système au gaz en 1924.
En 1930, deux gardiens du phare sauvèrent de la noyade quatre membres d'équipage du chalutier George Aunger qui venait de s'échouer et les sortirent de l'eau.
À partir du 9 août 1972, les familles des gardiens du phare ne furent plus logées au phare, mais sur la côte, et, le 31 mars 1989, le phare devint totalement automatique, peu après que l'île fut acquise par le Nature Conservancy Council. Il est aujourd'hui commandé à distance via une émission à UHF depuis le phare de Fife Ness et depuis les bureaux du Northern Lighthouse Board à Édimbourg.
Aujourd'hui, le phare produit deux flashs de lumière blanche toutes les quinze secondes et peut être aperçu par beau temps à 22 milles nautiques de distance.

### Troisième station

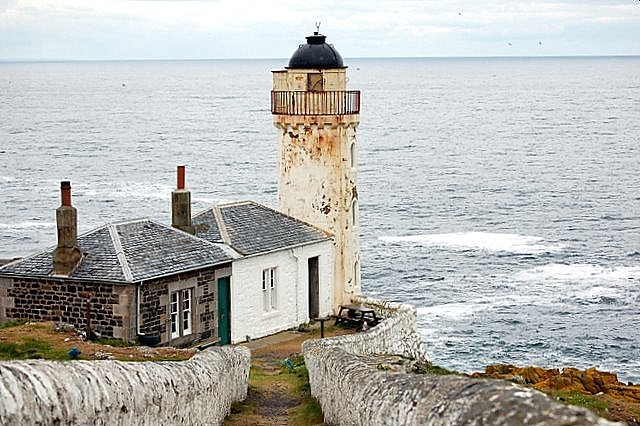
Low Light, devenu un observatoire pour oiseaux

Un autre phare, plus petit, le Low Light, fut construit à quelques centaines de mètres de la balise principale en 1843 afin de produire (avec la balise) deux lumières alignées. Cela permettrait aux bateaux d'éviter le North Carr Rock, à onze kilomètres au nord de l'île. Le Low Light entra en service en avril 1844, mais il ne subsista pas longtemps dans ce rôle car il fut remplacé par un bateau-phare en 1887 et fut reconverti en 1887 en observatoire à oiseaux.
C'est tour cylindrique en pierre de 12 m , avec lanterne et galerie, attenante à la maison d'un étage de gardien. L'ouvrage est a peint en blanc et le dôme de la lanterne est noir. La maison du gardien accueille un surveillant de la réserve naturelle. Elle est placée le plus à l'est de l'île.